# 홀세일 애플리케이션 커뮤니티
홀세일 애플리케이션 커뮤니티(Wholesale Applications Community, WAC)는 단말기와 운영 체제, 통신 사업자의 구분 없이 전 세계적으로 유통될 수 있는 애플리케이션을 개발하고 배포할 수 있도록 하기 위하여 세계 각국의 통신 사업자가 공동으로 설립한 단체이다. 2012년 7월 17일, GSMA는 WAC가 내세우고 추진했던 주요 문제와 이를 위한 계획들을 GSMA 안으로 통합한다는 협의에 도달하였다고 발표하였다. 이에 따라, WAC의 활동은 중단되었고, WAC의 기술 자산 및 일부 스탭은 Apigee사가 승계하였다.

## 등장 배경
애플 앱스토어와 구글 안드로이드 마켓(구글 플레이의 이전 브랜드)의 성공에 자극받은 이동통신 사업자들은 애플리케이션의 개발자와 스토어, 소비자를 연결하는 형태의 생태계 조성에 대한 필요성을 느낀다. 그러나 경쟁력 있는 플랫폼이나 개발자 지원 환경을 갖추지 못한 이동통신 사업자로서는 이러한 생태계 구축에 어려움을 겪어 왔다.
이러한 필요성에 따라 세계 각국의 이동통신 사업자가 공동으로 애플리케이션을 유통하고 개발자를 끌어들일 수 있는 도매형(Wholesale) 스토어 유통 모델을 제시하고 구체적인 생태계 구축을 위한 WAC을 출범시킨다.

## 역사
- 2010년 2월 Mobile Web Congress에서 공식적인 출범 선언
- 2010년 9월 30일 WAC Wikiki 개발자 규격 배포

## 참고
1. ↑  “GSMA and WAC Join Forces to Accelerate Mobile Applications Market, WAC post”.